# 万寿竹
万寿竹（学名：Disporum cantoniense）为百合科万寿竹属的植物。其种加词“cantoniense”意为“广东的”。分布于锡金、印度、不丹、尼泊尔、泰国、台湾岛以及中国大陆的湖北、广东、安徽、四川、云南、陕西、广西、湖南、福建、贵州、西藏等地，生长于海拔700米至3,000米的地区，多生长于灌丛中和林下，花期5-7月，果期8-10月，目前尚未由人工引种栽培。

## 种下等级
- Disporum kawakamii Hayata
- Disporum pullum Salisb.

## 外部連結
- 萬壽竹, Wanshouzhu（页面存档备份，存于） 藥用植物圖像數據庫 (香港浸會大學中醫藥學院) （繁體中文）